# Comuna Iskrîskivșciîna, Bilopillea
Iskrîskivșciîna (în ucraineană Іскрисківщина) este o comună în raionul Bilopillea, regiunea Sumî, Ucraina, formată din satele Bezsalivka, Iskrîskivșciîna (reședința), Neskucine, Rohizne și Soleanîkî.

## Demografie
Componența lingvistică a comunei Iskrîskivșciîna
     Ucraineană (91,28%)
     Rusă (8,26%)
Conform recensământului din 2001, majoritatea populației comunei Iskrîskivșciîna era vorbitoare de ucraineană (91,28%), existând în minoritate și vorbitori de rusă (8,26%).